# Coprayan
Coprayan is een bestuurslaag in het regentschap Pekalongan van de provincie Midden-Java, Indonesië. Coprayan telt 3426 inwoners (volkstelling 2010).